# محسن شرارة
محسن شرارة (1318-1366 هـ)(1901-1946) هو كاتب لبناني الجنسية.

## نشأته وحياته
ولد في بلدة بنت جبيل (جنوبي لبنان)، وتوفي فيها. عاش في لبنان والعراق.

## أعماله

### قصائد
- صيدا 1959.[1]

### مؤلفات
- «كتابنا في الأخلاق».
- «دين الشيعة».[5]

### مقالات
- يا خيبة الواشين - قصيدة	العرفان	أبريل - 1927.[6]
- التربية والتعليم	العرفان	أغسطس - 1928.
- الزوابع - موشح	العرفان	سبتمبر - 1928.
- التربية والتعليم وفيه بين الفوضى والتعليم الصحيح	العرفان	أكتوبر - 1928.
- ما وراء المادة	العرفان	فبراير - 1929.
- ما وراء المادة	العرفان	مايو - 1929.
- الفلسفة اللغوية أو نبذة من مباحث الألفاظ	العرفان	يناير - 1930.
- الفلسفة اللغوية	العرفان	فبراير - 1930.
- المدينة الفاضلة	العرفان	مارس - 1930.
- الأسطورة	العرفان	فبراير - 1931.
- يا لها قبلة - قصيدة	العرفان	مايو - 1932.
- حساب الآخرة	العرفان	يناير - 1938.
- رسالة الإسلام رسالة الحياة	العرفان	مايو - 1938.
- تفسير القرآن	العرفان	يوليو - 1938.
- كتاب مذهب الشيعة	العرفان	يونيو - 1942.
- كتاب مذهب الشيعة للمستشرق دوايت	العرفان	أغسطس - 1942.[7]